# カミラロイ族
カミラロイ族（Kamilaroi、英:Gamilaroi）はアボリジニ民族の一つ。
クイーンズランドにいたマーリ族がニューサウスウェールズ州のハンターバレーにあるシングルトン周辺からワラムバングル山を西に上り、現在はクイリンディ, タムワース, ナラブリ, ウォルゲット,モリー, ライトニングライド、ムンギンディ、クイーンズランド西南部のニンディグリーに広がった民族。カミラロイは4大アボリジニの1つで、カミラロイ族の言語カミラロイ語はパマ・ニュンガン語族のウィラドゥリ諸語に属し、カミラロイハイウェイ、シドニーフェリー有限会社の「カミラロイ」号(1901-1933)など交通の名称にも使われている

## 歴史

### 生活
カミラロイの社会集団は狩猟と採集によって成り立っていた。主食はヤムイモやその他の植物の根、ピンポンノキ属の実で作ったパンなどを食べた。昆虫の幼虫、カエル、複数の動物の卵も採集の対象だった。また、狩猟する動物として様々な鳥、カンガルー、エミュー、オポッサム、ハリモグラ、バンディクートがある。また、ディンゴの子は珍味とされた。また、ザリガニ、ムール貝、エビなどの魚介類も食された。男性は大抵狩猟に就き、女性が釣りや採集をして調理も行っていた。ただし、特定のカミラロイ集団は自らのコミュニティーにおいて崇拝されている動物を食さなかった。

### 部族構成
カミラロイ（Kamilaroi)のKamil(またはKumil）には「主要な魂」という意味があり、様々な部族からなるアボリジニの国のことを表す。また、カミラロイ族はオーストラリア東部で2番目に大きい少数民族である。カミラロイの国は多くの小さな家族集団から構成され、それぞれが固有の領土をもち、広げていった。その国々の中でも有力な王の一人は英語でRed Chiefと呼ばれ、ガンネダーに埋葬された。また、人々は勇猛な戦士を尊敬の念を持っていたため、部族間の戦争があったことが窺える。北部のカミラロイ族はビガンブル族と密接な文化的関係があり、部族間で定期的にグンディウィンディ近くのブーベラ礁で儀式を行っていた。

## 伝統
カミラロイの伝統にはバイアミという先祖あるいは保護神を祀る伝統があり、バイアミ神話では、神が天から地へ降り立ち、川や山、森をどのように創造したかが伝えられる。また、そのバイアミが人々に生活上の法、伝統、民謡、文化を与えたと信じていた。バイアミはビラングヌルと結婚したとされるがこのビラングヌルはしばしばエミューと関連付けられる。また、彼女との間に生まれた息子（あるいはバイアミの兄弟）であるダラムルムもいる。バイアミの本名は公に口外してはならず、女性はバイアミの姿を描くことも聖地に近づくこともできない。これらの聖地は男性のみの場所であり、ボラ(Bora)といわれている。石窟画に描かれるバイアミの姿は人間が頭に大きな被り物、あるいはそれに似た髪型をしており、足跡は人間同様に描かれている。バイアミは正面を向いた状態で描かれ、ダラムルムは横顔が描かれる。この絵は腰帯のような内部装飾によく使われ、点と線でボディペインティングされる。